# Frank Lukeman
Francis Lawrence Lukeman, detto Frank (Montréal, 20 giugno 1885 – Montréal, 23 dicembre 1946), è stato un multiplista e velocista canadese.

## Palmarès
- Bronzo a Stoccolma 1912 nel pentathlon.